# Protoplaneta

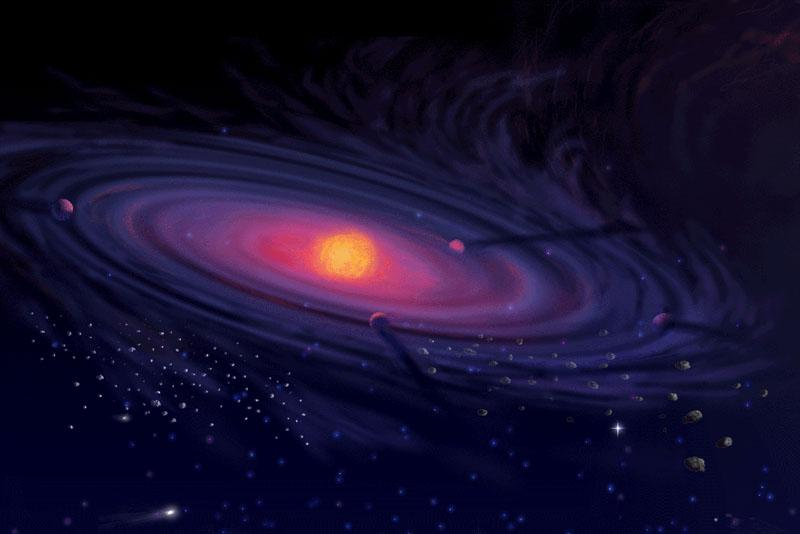
Disco protoplanetario en la formación del sistema solar

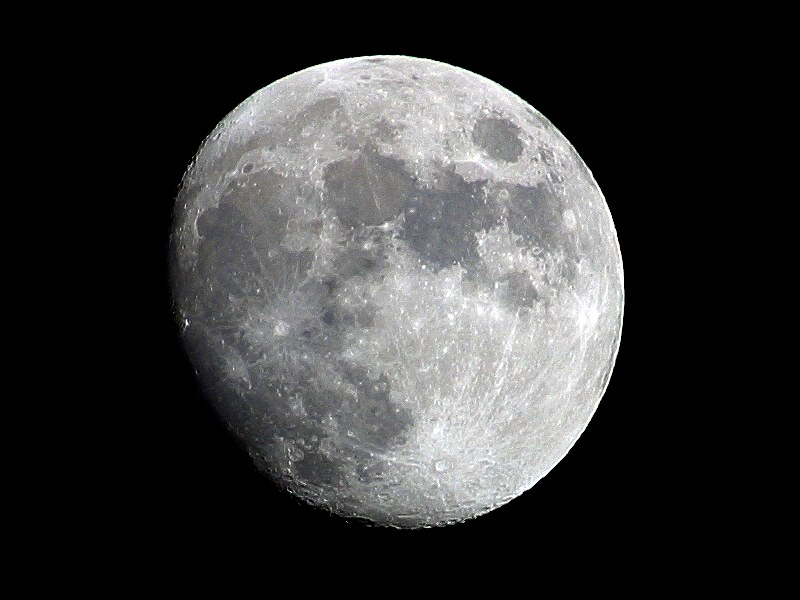
Según la teoría del gran impacto, la Luna surgió del choque de la Tierra con un protoplaneta llamado Theia.

Los protoplanetas son planetas sumamente pequeños, se conocen como cuerpos celestes considerados embriones planetarios, de tamaño aproximado al de la Luna, presentes en los discos protoplanetarios.

## Formación de protoplanetas
Se considera que surgen de los choques de planetesimales de un diámetro de hasta 1 kilómetro que se atraen unos a otros debido a la gravedad y colisionan, formando protoplanetas de 100 a 1000 kilómetros de diámetro. De acuerdo con la teoría de formación de los planetas, cada protoplaneta ve su órbita ligeramente perturbada por la interacción con otros protoplanetas, hasta producirse nuevas colisiones entre ellos. Estas se producirían de un modo oligárquico, esto es, unos pocos cuerpos de mayor tamaño irían gradualmente dominando el proceso de formación, "limpiando" las proximidades de su órbita alrededor del centro del disco de planetesimales más pequeños. Este proceso acumulado de impactos y absorciones acabaría gradualmente formando los planetas, formándose algunos similares al nuestro en las proximidades de cada estrella central y otros planetas gigantes de composición gaseosa y de numerosas veces la masa de la Tierra, a una distancia superior a las tres unidades astronómicas (UA).

## Diferenciación química
Los protoplanetas más jóvenes tendrían más elementos pesados o metálicos, siendo alguno de estos radiactivos como los elementos Torio y Uranio, y la cantidad de los mismos se iría reduciendo con el paso del tiempo debido a la emisión de radiactividad. El calor debido a la radiactividad, los impactos y la presión gravitacional funde, según esta teoría, partes de los protoplanetas durante el proceso de crecimiento. En las zonas derretidas sus elementos más pesados se hunden hacia el centro del protoplaneta, mientras que los elementos más ligeros ascienden a la superficie; dicho proceso es conocido como diferenciación química. La composición de algunos meteoritos muestra que dicha diferenciación puede haber tenido lugar en algunos de esos asteroides.

## ¿Gran impacto?
La hipótesis del gran impacto propone que la Luna se formó como resultado de un colosal impacto de un hipotético protoplaneta del tamaño de Marte, conocido como Theia, con la Tierra en las primeras etapas del sistema solar.